# Championnat d'Angleterre de football 1996-1997
Navigation
Édition précédente Édition suivante
La 98e édition du championnat d'Angleterre de football 1996-1997 est la cinquième sous l'appellation Premier League. Elle oppose les vingt meilleurs clubs d'Angleterre en une série de trente-huit journées.
Elle est remportée par Manchester United qui conserve son titre. Le club de Manchester finit sept points devant Newcastle United et Arsenal FC. C'est le onzième titre des Mancuniens. 
Manchester United se qualifie pour la Ligue des champions en tant que champion d'Angleterre, Newcastle United est qualifié pour le second tour qualificatif de cette compétition. Chelsea FC, vainqueur de la Coupe d'Angleterre, se qualifie pour la Coupe d'Europe des vainqueurs de coupe. Arsenal FC, Liverpool FC, Aston Villa et Leicester City, comme vainqueur de la Coupe de la Ligue se qualifient pour la Coupe UEFA. Aucun club anglais ne dispute la Coupe Intertoto.
Le système de promotion/relégation ne change pas : descente et montée automatique, sans matchs de barrage pour les trois derniers de première division et les deux premiers de deuxième division, poule de play-off pour les deuxième à sixième de la division 2 pour la dernière place en division 1. À la fin de la saison, les clubs de Sunderland AFC, Middlesbrough FC et Nottingham Forest sont relégués en deuxième division. Ils sont remplacés par Bolton Wanderers, Barnsley FC et Crystal Palace après play-off.
L'attaquant anglais Alan Shearer, de Newcastle United, remporte pour la troisième fois le titre de meilleur buteur du championnat avec 25 réalisations.

## Classement
| Rang | Équipe                | Pts | J  | G  | N  | P  | Bp | Bc | Diff |
| ---- | --------------------- | --- | -- | -- | -- | -- | -- | -- | ---- |
| 1    | Manchester United T S | 75  | 38 | 21 | 12 | 5  | 76 | 44 | +32  |
| 2    | Newcastle United      | 68  | 38 | 19 | 11 | 8  | 73 | 40 | +33  |
| 3    | Arsenal               | 68  | 38 | 19 | 11 | 8  | 62 | 32 | +30  |
| 4    | Liverpool             | 68  | 38 | 19 | 11 | 8  | 62 | 37 | +25  |
| 5    | Aston Villa           | 61  | 38 | 17 | 10 | 11 | 47 | 34 | +13  |
| 6    | Chelsea C             | 59  | 38 | 16 | 11 | 11 | 58 | 55 | +3   |
| 7    | Sheffield Wednesday   | 57  | 38 | 14 | 15 | 9  | 50 | 51 | -1   |
| 8    | Wimbledon             | 56  | 38 | 15 | 11 | 12 | 49 | 46 | +3   |
| 9    | Leicester City P L    | 47  | 38 | 12 | 11 | 15 | 46 | 54 | -8   |
| 10   | Tottenham Hotspur     | 46  | 38 | 13 | 7  | 18 | 44 | 51 | -7   |
| 11   | Leeds United          | 46  | 38 | 11 | 13 | 14 | 28 | 38 | -10  |
| 12   | Derby County P        | 46  | 38 | 11 | 13 | 14 | 45 | 58 | -13  |
| 13   | Blackburn Rovers      | 42  | 38 | 9  | 15 | 14 | 42 | 43 | -1   |
| 14   | West Ham United       | 42  | 38 | 10 | 12 | 16 | 39 | 48 | -9   |
| 15   | Everton               | 42  | 38 | 10 | 12 | 16 | 44 | 57 | -13  |
| 16   | Southampton           | 41  | 38 | 10 | 11 | 17 | 50 | 56 | -6   |
| 17   | Coventry City         | 41  | 38 | 9  | 14 | 15 | 38 | 54 | -16  |
| 18   | Sunderland P          | 40  | 38 | 10 | 10 | 18 | 35 | 53 | -18  |
| 19   | Middlesbrough         | 39  | 38 | 10 | 12 | 16 | 51 | 60 | -9   |
| 20   | Nottingham Forest     | 34  | 38 | 6  | 16 | 16 | 31 | 59 | -28  |

Qualifications européennes
- Ligue des champions 1997-1998
- Coupe des coupes 1997-1998
- Coupe UEFA 1997-1998

Relégation
- First Division 1997-1998

Abréviations
T : Tenant du titre

C : Vainqueur de la Coupe d'Angleterre

L : Vainqueur de la Coupe de la Ligue

S : Vainqueur du Charity Shield

P : Promus de First Division

## Meilleurs buteurs
Pour sa 1re saison avec Newcastle United, l'anglais Alan Shearer, avec 25 buts, termine meilleur buteur du championnat après l'avoir été deux fois avec Blackburn Rovers AFC.
| Joueur              | Buts | Équipe            |
| ------------------- | ---- | ----------------- |
| Alan Shearer        | 25   | Newcastle United  |
| Ian Wright          | 23   | Arsenal FC        |
| Robbie Fowler       | 18   | Liverpool FC      |
| Ole Gunnar Solskjær | 18   | Manchester United |
| Dwight Yorke        | 17   | Aston Villa FC    |
| Les Ferdinand       | 16   | Newcastle United  |
| Fabrizio Ravanelli  | 16   | Middlesbrough     |
| Dion Dublin         | 13   | Coventry City     |
| Matthew Le Tissier  | 13   | Southampton FC    |
| Dennis Bergkamp     | 12   | Arsenal FC        |

## Meilleurs passeurs
| Joueur              | Passes décisives | Équipe              |
| ------------------- | ---------------- | ------------------- |
| Eric Cantona        | 12               | Manchester United   |
| Neal Ardley         | 11               | Wimbledon F.C.      |
| Dennis Bergkamp     | 9                | Arsenal FC          |
| Andy Hinchcliffe    | 9                | Sheffield Wednesday |
| Gary McAllister     | 9                | Coventry City       |
| Gianfranco Zola     | 9                | Chelsea FC          |
| Nick Barmby         | 8                | Everton FC          |
| David Beckham       | 8                | Manchester United   |
| Stig Inge Bjornebye | 8                | Liverpool FC        |
| Les Ferdinand       | 8                | Newcastle United    |